# Windeck
Windeck là một đô thị ở huyện Rhein-Sieg, North Rhine-Westphalia, Đức. Đô thị này nằm bên sông Sieg, khoảng 35 km về phía đông của Bonn và 35 km về phía tây của Siegen. Đô thị này được đặt tên theo toàn lâu đài Windeck.